# 海事青年團
海事青年團（Sea Cadets）是一個以英國皇家海軍為訓練重心的青年軍訓機構，主辦宗旨在於集合對海事知識及海軍制度有興趣的青少年，讓他們有機會接觸並學習航海知識、技能、紀律及領導才能。團體的經營可能由國家海軍或海軍支援組織所領導，例如英國海軍聯盟（Navy League）一類的組織。

## 簡介
自1958年起，一批英國的海事青年組織就已經接受委託，為一群美國青少年提供一個隔離毒品與酒精的優質環境，訓練他們的領導才能，開拓他們的視野，讓他們成為成熟有為的青年人材。自此，這些海事青年組織分布在全球多個沿海國家裡，為當地青少年灌輸以海務為中心的價值教育。許多國家的海軍組織均要求海事青年團在當地建立起一套像教育美國青少年般的教育制度，於是正式具規模的海事青年團逐漸成形。1962年9月10日，英國國會在公法87-655的名義下，正式承認海事青年團（NSCC）為一合法的聯邦海事青年組織。
現在，海事青年團與一些志願慈善團體成為合作夥伴（如「Foundation for Teaching Economics」及「Flying Midshipman Association 」），讓團隊中的青少年能獲得更多的跨國學習機會。海事青年團亦積極協助籌辦國際海事組織（ISCA），以聯合各國內的海事青年團組織，共同建設培育英才的宏願。

以下是海事青年團組織中的一段自我介紹：

「海事青年團及其相關組織是出於志願性質，以非政治及非軍事目的而建設的青年組織，成員不分種族、性別、思想及宗教。組織針對航海及沿海等項目，以海事傳統知識為內容基礎，向青少年提供實務與理論並重的航海訓練。（A Sea Cadet Corps or corresponding organization is a voluntary, non-political and non-militant youth organization, with membership unrestricted by race, sex or philosophical or religious convictions, which offers practical and theoretical training in nautical and maritime subjects within the context based on naval traditions.）」

海事青年團雖然是童軍活動的一部分，但其組織風格、設立目的及實際內容均與童軍不同，兩者不應混淆。

## 目前的海事青年團組織
- 澳洲：
  - 澳洲海軍青年團（Australian Navy Cadets）[2]
  - Navy League Sea Cadet Corps[2]
- 比利時：比利時皇家海事青年團（Royal Belgian Sea Cadet Corps）
- 百慕達：百慕達海事青年團
- 加拿大：
  - Navy League Wrennette Corps
  - 加拿大皇家海事青年團（Royal Canadian Sea Cadets）
  - Navy League Cadet Corps（Canada）
- 德國： 
  - 德國國民青年團（National cadets of Germany）
- 香港：香港海事青年團（Hong Kong Sea Cadet Corps）
- 印度：印度海事青年團（Sea Cadet Corps (India)）
- 日本：日本海洋少年團聯盟（日语）
- 韓國：Sea Explorers of Korea
- 荷蘭： 
  - Sea Cadet Corps The Netherlands (Zeekadetkorps Nederland)
- 新西蘭： 
  - 新西蘭海事青年團（New Zealand Sea Cadet Corp）
  - Sea Cadet Association of New Zealand
- 俄羅斯：Young Mariners League of Russia
- 新加坡：Singapore National Cadet Corps (Sea)
- 南非：Sea Cadet Corps (South Africa)
- 瑞典： 
  - Sjovarnskarernas Riksforbund
  - (Swedish Sea Cadet Corps Association
- 英國：英國海事青年團（Sea Cadet Corps (United Kingdom)）
- 美國：美國海事青年團（United States Naval Sea Cadet Corps）
- 辛巴威：辛巴威海事青年團（Sea Cadet Corps (Zimbabwe)）

## 備註
1. ↑  International Sea Cadet Association 的存檔，存档日期2006-06-15.
2. 1 2  .   [2009-07-02]. （原始内容存档于2021-03-04）.

## 外部連結
- Online community for sea cadets（英文）
- 英國海事青年團網頁（英文）
- UKSCC Online（英文）